# احمد یسلم
احمد یسلم (انگلیسی: Ahmed Yaslam؛ زادهٔ ۸ ژوئیهٔ ۱۹۹۴) یک بازیکن فوتبال است.